# Frans van der Lugt
Frans van der Lugt SJ (* 10. April 1938 in Den Haag, Niederlande; † 7. April 2014 in Homs, Syrien) war ein niederländischer Jesuit und Psychotherapeut.

## Leben
Frans van der Lugt war der Sohn aus der Ehe von Godefridus Wilhelmus Antonius van der Lugt, Direktor der Nederlandsche Landbouwbank, und der Maria Josepha Wilhelmina Duijnstee. Sein Bruder Godfried van der Lugt arbeitete in leitender Position bei der niederländischen Postbank und der ING Groep.
Frans trat am 7. September 1959 der Ordensgemeinschaft der Jesuiten bei. Er war in der Mission tätig, vor allem in Schule und Erziehung. Er lernte von 1964 bis 1966 im Libanon Arabisch und gehörte der Ordensprovinz für den Nahen Osten und den Maghreb an. Am 29. Mai 1971 empfing er die Priesterweihe.
Frans van der Lugt lebte seit 1966 in Syrien und engagierte sich in vielen Hilfsprojekten. In Homs gründete er in den 1980er Jahren ein Landwirtschaftsprojekt „Al Ard“ (Die Erde) für geistig Behinderte. Für sein Engagement wurde er 1992 zum Ritter des Ordens von Oranien-Nassau, dem niederländischen Verdienstorden, ausgezeichnet.
Er galt als Vermittler zwischen Rebellen und der syrischen Regierung im Bürgerkrieg in Syrien und engagierte sich für die Bevölkerung. Die jesuitische Ordensniederlassung stellte er flüchtenden Menschen zur Verfügung. In Videobotschaften mahnte er die mangelnde Versorgung mit Lebensmitteln und Medikamenten an und wandte sich gegen die anhaltende Belagerung von Homs.
Frans van der Lugt war der einzige noch in Homs lebende Jesuit.

## Tod und Reaktionen
Er wurde am Montag, dem 7. April 2014, gegen 09:30 Uhr im Alter von 75 Jahren erschossen.  Der Mord geschah vor der Ordensniederlassung in Homs durch einen nicht identifizierten Schützen der al-Nusra-Front, der ihn erst geschlagen und dann mit zwei Kopfschüssen getötet hat.
Er war der zweite im Ausland geborene Jesuit in dieser Gegend, der dem syrischen Bürgerkrieg zum Opfer fiel: Paolo Dall’Oglio wurde 2013 entführt und möglicherweise auch ermordet. Ein Sprecher des Vatikans drückte laut BBC „großen Schmerz“ über den Tod von Pater Frans aus, und der niederländische Außenminister Frans Timmermans nannte seine Ermordung „feige“.[14]
Papst Franziskus rief nach dem Tod van der Lugts dazu auf, die Gewalt in Syrien zu beenden, und sagte

„Letzten Montag wurde in Homs, Syrien, Pater Frans van der Lugt ermordet, ein niederländischer Jesuitenbruder von mir, 75 Jahre alt, der vor etwa 50 Jahren nach Syrien kam; er hat immer allen Gutes getan, mit Dankbarkeit und Liebe, und deshalb wurde er von Christen und Muslimen geliebt und respektiert. Seine brutale Ermordung hat mich mit tiefem Schmerz erfüllt und mich an die vielen Menschen denken lassen, die in diesem gequälten Land, meinem geliebten Syrien, noch immer leiden und sterben, das sich schon viel zu lange in einem blutigen Konflikt befindet, der weiterhin Tod und Zerstörung bringt. Ich denke auch an die vielen Menschen, die entführt wurden, Christen und Muslime, in Syrien und auch in anderen Ländern, darunter Bischöfe und Priester.“

## Nachwirkungen
Anlässlich des 5. Jahrestages der Ermordung haben Jesuiten aus den Niederlanden und Flandern ein Video produziert, das an ihn erinnert.
Pater Frans hatte in Syrien immer wieder zu tagelangen Wanderungen („Al Maseer“) eingeladen, zu denen sich Christen, Muslime und Agnostiker zusammenfanden. Dabei beeindruckte er durch seine Spiritualität, aber auch durch seine Ausdauer. Klagen über Müdigkeit beantwortete er mit der Aufforderung: „Ilal aman“ (Vorwärts). Nach seinem Tod gründete sich 2015 die Gruppe „Frans Hikes“ („Frans Wandern“) und führt seitdem regelmäßig Wanderungen in seinem Geist an verschiedenen Orten Europas durch.